# Trox leonardii
Trox leonardii es una especie de coleóptero de la familia Trogidae.

## Distribución geográfica
Habita en el paleártico: península ibérica, el norte de África y Oriente Próximo.